# Johannes Gandil
Johannes Gandil (født 21. maj 1873 i Ringe, død 7. marts 1956 i Ordrup) var en dansk fodboldspiller og atlet, som spillede for Danmarks fodboldlandshold.
Johannes Gandil blev født i Ringe på Fyn som søn af den københavnske læge Johan Peter Gandil. Faderen døde, da Johannes Gandil var en måned gammel, så Johannes voksede op med sin enlige mor og sine otte søskende. Moderen, Betty Marie Gandil, født Berg, og de yngste søskende flyttede til Kalkbrænderivej på Østerbro i København, da Johannes Gandil var i tiårsalderen. Her kom han i kontakt med fodbolden og begyndte at spille i ØB. Han tog præliminæreksamen fra Pastor Andreasens Realskole i København og blev forstkandidat fra Landbohøjskolen 1899. senere lærer, redaktør, sidst direktør for Nørrebros centraltrykkeri.
I løbet af sin karriere repræsenterede Gandil de københavnske fodboldklubber ØB, KB og B.93. I 1893 var han som 20-årig medstifter af B.93 og gennemført i 1895, at klubben, som oprindeligt var stiftet som en cricketklub, fik fodbold på programmet. Han blev som højre wing en af holdets bærende kræfter i perioden 1896-1909 med 82 kampe og 81 mål og var i perioden 1896-1905 topscorer syv gange i københavnsmesterskabet (1896/1997 – 5 mål, 1898/1899 – 11 mål, 1899/1900 – 5 mål, 1900/1901 – 12 mål, 1901/1902 – 10 mål, 1902/1903 – 8 mål, 1904/1905 – 8 mål). Tre gange (1900, 1902, 1903) delte han titlen som topscorer.. Københavnsmesterskabet var ved denne tid den vigtigste fodboldsturnering i Danmark. De københavnske klubber var meget stærkere end landets øvrige klubber, så københavnsmesteren kunne utvivlsomt betragtes som landets stærkeste hold i perioden inden DM blev indført i 1913. B.93 med Gandil på holdet vandt turneringen seks gange; 1899/1900, 1900/1901, 1905/1906, 1906/1907, 1907/1908, 1908/1909, blev nummer to tre gange; 1898/1899, 1901/1902, 1904/1905 og nummer tre fem gange; 1895/1896, 1896/1897, 1897/1898, 1902/1903 og 1903/1904. Med ØB vandt han 1891/1892 og blev nummer to med KB 1893/1894 og 1894/1895. I denne periode var han også dommer i andre holds kampe i københavnsmesterskabet.
Ved OL 1900 i Paris var Johannes Gandil med i den danske atletiktrup, og han deltog på 100 meter, men blev elimineret i første runde efter en tredjeplads i sit heat. Han var også meldt til i 400-meterløb, men stillede ikke til start, og endelig løb han 100 meter med handicap, men kom heller ikke her videre fra indledende heat. Gandil blev dansk mester på 100 meter i 1902. Han blev også skandinavisk mester på 100 meter i 1899. I atletik repræsenterede han Københavns IF og B.93.
Johannes Gandil var med til at vinde en sølvmedalje i fodbold ved OL 1908. Han spillede sin eneste landskamp som wing i semifinalen ved dette OL, en kamp som Danmark vandt over Frankrig A med 17-1 – det danske landshold største sejr nogensinde. Gandil var 35 år og 154 dage, da han fik debut og var den ældste danske landsholsdebutant frem til målmanden Peter Kjær fik debut i april 2001, hvor han var 17 dage ældre end Gandil havde været. I sin debutkamp for landsholdet fik Gandil en meniskskade, som satte en stopper for hans fodboldkarriere i 1909.
Johannes Gandil var menigt bestyrelsesmedlem i B.93 i 49 år i perioden 1895-1944 og blev æresmedlem i 1925. Han sad i Dansk Boldspil-Unions bestyrelse 1923-1940 og havde derefter flere andre poster i forbundet. Han var redaktør og udgiver af Sportsbladet fra dets start i 1908 og frem til 1941. Han udgav og redigerede også Dansk fodbold fra 1939, et gigantiske værk på 720 sider og en vægt på 3,2 kg.
I 1933 blev Dansk Idræts-Forbunds Ærestegn tildelt Johannes Gandil, som dog nægtede at modtage hædersbevisningen, men desuagtet står han registreret i DIF’s annaler som modtager. Han modtog DBU's guld-emblem 1935 og blev Ridder af Dannebrog i 1943.
Johannes Gandils storebror Johan Christian Gandil (1865-1915) var formand for B.93 1902-1915. Johannes Gandils datter, tennisspilleren Jonna Gandil, vandt DM i mixed double 1927. Hun var gift med fysikeren, professor Torkild Bjerge.

## Eksterne links
- Johannes Gandils profil på Olympics.com (engelsk)
- Johannes Gandils profil på Olympic.org (arkiveret) (engelsk)
- Johannes Gandils profil hos databaseOlympics.com (arkiveret) (engelsk)
- Johannes Gandils profil på Sports-Reference OL-resultater (arkiveret) (engelsk)
- Johannes Gandils profil på Olympedia (engelsk)
- Johannes Gandils spillerprofil i DBU's Landsholdsdatabase
- Johannes Gandils profil hos EU-football.info (engelsk)
- Johannes Gandils spillerprofil på Transfermarkt (engelsk)
- Johannes Gandils spillerprofil på national-football-teams.com (engelsk)
- Johannes Gandils profil hos FootballDatabase.eu (engelsk)
- DAF i tal Johannes Ganhil (Webside ikke længere tilgængelig)
- Æresmedlemmer B.93 – nummer 4 Johannes Gandil